# الديمقراطية ونظام 23 يوليو 1952 – 1970
الديمقراطية ونظام 23 يوليو 1952 – 1970  كتاب للمفكر المصري طارق البشري  صدر عام 1991 عن دار الشروق في 412 صفحة. الكتاب بحث أعده طارق البشري عن «الديمقراطية ونظام 23 يوليو» ليقدمه لجامعة الأمم المتحدة محاولا فيه إعمال أدوات بحثه، ونظرته التحليلية، ورصده لتجربة تاريخية مازالت مؤثرة في حياتنا، وتكملة لكتابه «الحركة السياسية في مصر 1945 إلى 1952».

## محتوى الكتاب
الفصل الأول: الأوضاع السابقة على 23 يوليو
الفصل الثاني: تشكل ملامح حركة الضباط الأحرار
الفصل الثالث: ملامح النظام السياسي
الفصل الرابع: نظام الحكم
الفصل الخامس: أزمة النظام
الفصل السادس: خاتمة وتعقيب 

## ملخص الكتاب
(1) الأوضاع السابقة على 23 يوليو
البداية من أوائل القرن العشرين مع وجود السلطة الظاهرية للخديو، والسلطة الفعلية للإنجليز ونظام قد تحدد أواخر عهد إسماعيل مع إنشاء صندوق الدين، وتدخل الإنجليز في شئون البلاد، وتحديدهم لعدد أفراد الجيش المصري، وتحويل مصر من ولاية عثمانية إلى تابع لبريطانيا العظمى.
كان النظام السياسي، بعد ثورة 1919، يتألف من:
أولا: الوفد كتنظيم سياسي شعبي
ثانيا: تصريح 28 فبراير
ثالثا: دستور 1923
رابعا: عدد من الأحزاب استمر حتى عام 1952
كانت هذه مرحلة تسعى من خلال الديمقراطية لتحقيق الأهداف الوطنية. لقد كان الوفد هو الممثل الشرعي، والشعبي للحركة الوطنية المصرية.
(2) تشكل ملامح حركة الضباط الأحرار
حركة الضباط الأحرار هي الحركة الرابعة من تحركات الجيش المصري:
كان الجيش في عهد محمد علي له انتصارات كبيرة ويقوم بعمل ثوري بواسطة المؤسسة العسكرية
سرح الخديو توفيق الجيش، في عام 1882، وأنشأ جيشا محدودا يتولاه الإنجليز تحت قيادة «كيتشنر».
تكونت المجموعة الأولى للضباط الأحرار، أوائل الأربعينيات، ولها أهداف عامة وعداء للاستعمار البريطاني. بدأت تلتقي، عام 1938، في «منقباد» ومنهم «جمال عبد الناصر» ومجموعة «البغدادي». وكان ثمة تصنيف على أساس السلاح: مجموعة «سلاح الطيران» - «سلاح الفرسان» - «سلاح المدفعية» وهكذا.. وضاع حلم الاعتماد على الألمان بعد هزيمتهم في 1945 وتشكلت اللجنة التأسيسية للضباط الأحرار وكان عزيز المصري بمثابة الأب الروحي.
جرت أول مواجهة مع الملك في انتخابات نادي الضباط عام 1952 وانتهت بنجاح مرشحيهم مما لفت نظر الملك وعجل بقيام الثورة التي كان مقررا لها عام 1955.
وتحركت القوة الممثلة للمؤسسة العسكرية التي شكلها الضباط الأحرار بدون إعادة طرح الأهداف السياسية التي تساهم الجماهير في صنعها.
(3) ملامح النظام السياسي
رفعت القوى القديمة راية الاستسلام بما ظهر من الضعف في المواجهة سواء من وزير الداخلية أو رئيس الوزراء أو قيادة الجيش.
بعد سيطرة النظام الجديد ظهرت زعامتان في النظام الجديد، «محمد نجيب» بحكم شعبيته، و «جمال عبد الناصر» القائد الفعلي، وازدادت سيطرته الفعلية بعد إقصاء «محمد نجيب» وضعف مجلس قيادة الثورة الذي أصابه ما أصاب الأحزاب الأخرى مما جعل عبد الناصر ينفرد بالسلطة، وتم ذلك خلال ثلاثة تواريخ
19 يناير 1953 عين نائبا للرئيس
18 يونية 1954 صار وزيرا للداخلية
فبراير ومارس 1954 كان المحرك الفعلي للأحداث والمسيطر على الأجهزة التنفيذية وأصبح عبد الناصر هو بالفعل المجلس كما قال «البغدادي». ولم يكن أمام الحركة بديل إلا ظهور الزعامة الفردية التي وضعت الصيغة التي تمكنها من الحكم:
(1) إعلان الأهداف الستة للثورة وهي القضاء على الاستعمار وأعوانه وعلى الإقطاع والاحتكار، وسيطرة رأس المال على الحكم، وإقامة العدالة الاجتماعية والجيش الوطني القوي، والحياة الديمقراطية السليمة
(2) قوانين الإصلاح الزراعي، وكان لتنفيذ هذا المشروع لا بد أن تتوافر الأجهزة التي لها الصلاحية للتنفيذ
(3) معالجة المسألة الوطنية والدخول في المفاوضات مع الإنجليز
(4) صدرت القوانين والإجراءات المختلفة، والمهيمنة على الإدارة وأجهزة الأمن لتأكيد أوضاع النظام الثوري الجديد
(4) نظام الحكم
أعلن سقوط دستور 1923، في يناير 1953، وتشكلت لجنة من 50 عضوا لإعداد مشروع دستور جديد، وصدر الدستور المؤقت ليجري العمل به ثلاث سنوات.
أعلن عن الدستور المؤقت، وفي 10 فبراير 1953، وله 11 مادة منها ست عن المبادئ الدستورية التي تتعلق بأن: الأمة مصدر السلطات، ومساواة المصريين أمام القانون، وكفالة الحرية الشخصية - وحرية الرأي، وحرمة المنازل، وإطلاق حرية العقائد، وحماية الدولة في إطار النظام العام والآداب، وعدم تسليم اللاجئين السياسين، وعدم إنشاء الضريبة أو الإعفاء منها إلا بقانون. أما المواد الخمس الأخرى فقد اختص بها تنظيم السلطة في الدولة، واحدة منها تطلق يد قائد الثورة في اتخاذ ما يراه من تدابير لحماية الثورة والنظام القائم، وتخوله تعيين الوزراء وعزلهم، ومادتين تخول مجلس الوزراء السلطة التشريعية، وأعمال السلطة التنفيذية. والرابعة تقيم من مجلس الوزراء ومجلس قيادة الثورة مؤتمرا عاما ينظر في السياسة العامة للدولة، والمادة الخامسة تقرر أن القضاء مستقل ولا سلطان لأحد عليه بغير قانون.
تم إلغاء الدستور بعد 20 شهر، بعد قيام الوحدة بين مصر وسورية، وأصدر الرئيس بقرار منه دستورا مؤقتا للجمهورية العربية المتحدة يتولى السلطة التشريعية فيه مجلس الأمة. وفي مارس 1964 أصدر رئيس الجمهورية دستورا مؤقتا بقرار منه تحقق فيه دمج السلطات من خلال سلطة الرئيس.
ومن خلال تأمل نهج هذه الحركة ونظام حكمها يرى الأستاذ " طارق البشري " " أن واحدا من الأصول العامة في بناء الدولة كان الدمج بين السلطتين التشريعية والتنفيذية، ويرى أن السمة الثانية في نظام يوليو هي المركزية الشديدة في بناء أجهزة الدولة " مما حدا بالقائم على شئون الحكم أن يجمع سلطات تقرير السياسات وتشريعها وتنفيذها (..) " مما جعل هذا الدمج للسلطات مع قيام السلطة الفردية في أعلى المستويات يتجه بالدولة إلى مركزية بالغة الشدة.
ثم جاءت هزيمة يونيه 1967 م فأصابت هيبة الدولة بصدع عظيم، حاول النظام السياسي ابتعاث فكرة نظام جديد إلا أن السلطة فيه عارضت ذلك ووضعت السلطة السياسية كما كانت في السابق في يد رئيس الدولة.
يلخص الكاتب: رئيس الدولة لم يعد حاكما فردا فقط إنما صار يحمل على كتفيه أمة بحالها.
(5) أزمة النظام
كان النظام يرى أن قيام أي نوع من أنواع المعارضة السياسية المنظمة يهدد أمن السياسات الوطنية، ويهدد بقاءها ويؤذي فعاليتها سواء من جوانبها السياسية أو الاقتصادية. وظلت حالة دمج السلطات، والبناء الهرمي للنظام في ظل القيادة الفردية، والتنظيم السياسي الوحيد. هذا الشكل من الحكم لكي ينتشر شعبيا ويحقق فاعالياته في الواقع أعتمد بوعي شديد القسوة على ظاهرتي الإعلام والأمن.
فهذا الكيان قد أنشأ الكثير من التناقضات التي تراكمت في بنيته السياسية وحتى يستمر في إخفاء هذه التناقضات اعتمد على:
(1) الإعلام: صحافة وإذاعة ولاحقا تليفزيونا واستخدمها بديلا عن تنظيم سياسي حقيقي حيث وفرت الوسيلة لإذاعة المنجزات التي لم تكن في حقيقة جوهرها متحققة فعلا.
(2) الأمن: الذي تمثل في الأجهزة المتعددة: المباحث العامة، والمباحث الجنائية العسكرية، وجهاز المخابرات العامة، وأجهزة الأمن السياسي، ومكتب الرئيس لشئون المعلومات، وأجهزة الرقابة المختلفة والذي كان لكل منها مهامه المحددة الواضحة (كان للرئيس تكليف بعض هذه الأجهزة بمهام خارجة عن اختصاصه ويشجع التنافس بينها مما سبب إخفاقا في الكثير من العمليات، وبالتالي أصبحت النتيجة الفعلية لهيمنة النظام السياسي على سائر الأنشطة الاجتماعية مع السلطة الفردية أن تم إنتاج التعدد في أجهزة الأمن.
يقول طارق البشري أن إشكالية النظام وهو يبحث عن حماية لنفسه - أنه لا يطرح الشرعي المتمثل في الحريات الخاصة، وحقوق الأفراد والجماعات لكنه اعتمد على أجهزة الأمن، وأن الأمن السياسي لا يتأتى من محض وجود أجهزة الضبط وانتشارها وتقويتها، إنما تقوم به في الأساس التنظيمات السياسية التي تتكشف حركة الجماعات المختلفة وتقيس أحجامها المتغيرة ومصادر قوتها، وأسباب انتشارها في كل ظرف سياسي خاص. كان هناك عجزا واضحا في تصنيف القوى السياسية المختلفة حتى من زاوية مصلحة النظام القائم.
ونتيجة إعتماد الثورة على الإعلام والأمن لتأمين نظامها السياسي حدث الكثير من التجاوزات الإنسانية ظهرت في الآتي:
(1) وجود الآثار السلبية في التكوين الجمعي للشعب المصري (من حيث قدرة الأفراد والجماعات على المقاومة وعلى المبادرة، وعلى النقد الطليق، غير الحذر، وعلى المشاركة الإيجابية في الشئون العامة
(2) الصدام الهائل بين المؤسسة العسكرية والقيادة السياسية وتشكيل سلطتين: سلطة دستورية تتمثل في رئيس الدولة، وسلطة فعلية تتمثل في رئاسة القوات المسلحة
(3) نتيجة لكل هذا حدثت هزيمة النظام في 1967، وفقدت مصر وزنها الإقليمي، وضاع مشروع الاستقلال والنهضة

## نقد وتعليقات
كتب الدكتور عمرو حمزاوي الباحث بجامعة ستانفورد، وأستاذ العلوم السياسية المساعد سابقا على صحيفة القدس العربي: «في المسألة الوطنية المصرية … القراءة المتميزة للقاضي البشري. رأى البشري أن دستور 1923 ترجم تلك الآمال الديمقراطية دون مواربة مثلما أدرج العديد من ضمانات حقوق وحريات المواطنين. ثورة 1919 جسدت نضال الشعب المصري لأجل الاستقلال الوطني وآماله في الحرية والحكم النيابي والبرلمان المنتخب والفصل بين السلطات. وظل دستور 1923 علامة فارقة في النضال الشعبي من أجل حياة ديمقراطية عمادها حكومة نيابية وبرلمان منتخب وفصل بين السلطات وقضاء المستقل. منذ تنصلت جمهورية يوليو من الرباط العضوي للاستقلال بالديمقراطية وركزت على الاستقلال لم تعرف مصر فضاء عاما وحرية وتنوعا وحياة فكرية وسياسية قريبا مما أتيح للناس بعد ثورة 1919.»
أعتمد الدكتور أيمن حماد في كتابه «الاغتراب في الرواية العربية المعاصرة (1952 – 2000)» على فقرات من كتاب البشري وكتب في صفحة 52: «بعد قيام ثورة 23 يوليو 1952 عملت قيادات الثورة من الضباط الأحرار على تشكيل ملامح نظام سياسي جديد امتد من عام 1954 وما تلاه، وقد وصف هذا النظام، نتيجة للإجراءات التي اتخذها قادتها، بأنه نظام معاد للحرية والديمقراطية، وأشاع أجواء من الخوف والاضطهاد والقمع للمثقفين والكتاب والمبدعين – وخاصة من وصفوا باليساريين. لقد رفض قادة الثورة فكرة تعدد الأحزاب السياسية رفضاً بائاً في مصر، وخاصة في الفترة من (1952 – 1967)، فتمت تصفية الحركة الحزبية جمعاء بكل فصائلها وفرقها، التي تم تأسيسها في فترة ما قبل الثورة (فترة الملكية)، بداية من الحركة الإسلامية حتى نظيرتها الشيوعية، ومن أحزاب النخبة الحاكمة من قبل إلى الأحزاب الشعبية الجديدة، أحزاب الثلاثينات والأربعينات، وبذا كان طريق الحركة الحزبية قد سد، حتى تلك التي خرج الكثير من الضباط الأحرار من عباءتها قبل الثورة، ومن ثم فإن هذه المواجهة كان الهدف منها ليس الإختلاف حول مضمون السياسات التي يتبناها كل حزب أو تنظيم، وإنما جرت في الأساس حول الوجود الحزبي نفسه.»
أختار شريف مراد على موقع الجزيرة نت عشرة كتب تعين القارئ على فهم أزمة مصر السياسية التاريخية وكان كتاب «الديمقراطية ونظام 23 يوليو 1952  1970» لطارق البشري هو أحدهم وكتب: «في هذا الكتاب التاريخي المهم يرسم الفقيه الدستوري والمؤرخ طارق البشري الملامح العامة لنظام 23 يوليو على نطاق واسع وموضوعي إلى حد كبير، يتتبع البشري خلال فصول الكتاب دور الجيش المصري في الحياة السياسية المصرية الحديثة، بدءا بمحمد علي، ومرورا بحركة عرابي ثم الاستعمار البريطاني، وصولا إلى انقلاب الضباط الأحرار على الملكية شبه الدستورية في منتصف القرن الماضي»، ويتابع الكاتب قائلاً: «ليصل في النهاية إلى أزمة النظام الأساسية في الفصل الأخير، موضحا أن نظام جمال عبد الناصر حمل بداخله عوامل انهياره متمثّلة في هيمنة المكوّن العسكري على المدني والأمني على السياسي، مما تسبب في تزايد الهوس الأمني والمخابراتي مقابل عجز سياسي وتنموي مزمن عانى منه النظام في سنواته الأخيرة.»
كتب هشام الحمامي مقالة تحت عنوان "يظل يجيء الذي قد مضى.. 5 يونيو 1967م" على موقع عربي 21 بتاريخ 13 يونيو 2021: "كيف تكونت أسباب تلك الهزيمة وكيف حدثت، وكيف هي لا زالت تعمل فينا بكل هذه الأثر؟ دعونا نسمع ماذا قال المستشار طارق البشرى رحمه الله في كتابه "الديمقراطية ونظام 23 يوليو: 1952-1970" الذي أصدرته دار الهلال سنة 1991: "أما الأزمة الكبرى للنظام فقد نشأت من البداية بإنشاء العديد من الأجهزة الأمنية لإحكام السيطرة على "حركة المجتمع" ومراقبتها، فتحولت هذه الأجهزة إلى مراكز قوى كبيرة داخل مؤسسة النظام، وتحكمت في الإدارة العامة للبلاد بشكل فاضح وفج، بل وتحاربت فيما بينها في محاولة كل منها فرض هيمنته على الأجهزة الأخرى أو مشاركتها مساحة عملها. هذا الشكل من الحكم ولكى يحقق فاعليته اعتمد بوعي شديد القسوة على ظاهرتي "الأمن" و"الإعلام" و"القضاء الاستثنائي" ليهيمن النظام/ الدولة هيمنة تامة على سائر الأنشطة في المجتمع باحثا عن "حماية نفسه"، ولم يتم ذلك عبر طرح ما هو شرعي وحقيقي متمثلا في "الحريات الخاصة" و"حقوق الشعب" فرادى ومجموعات، وليس عبر "التنظيمات السياسية" و"الأحزاب" التي ستكشف حركة الاجتماع البشري عنها وتقيس طبقاتها ومصادر قوتها وأسباب اتساعها وانحسارها."

## وصلات خارجية
https://www.goodreads.com/ar/book/show/8774294 الديمقراطية ونظام 23 يوليو 1952 – 1970
https://www.almasryalyoum.com/news/details/51827 الديمقراطية ونظام 23 يوليو 1952 – 1970